# Blažovice
Blažovice är en ort i Tjeckien.   Den ligger i regionen Södra Mähren, i den sydöstra delen av landet, 200 km sydost om huvudstaden Prag. Blažovice ligger 238 meter över havet och antalet invånare är 1 076.
Terrängen runt Blažovice är platt söderut, men norrut är den kuperad. Terrängen runt Blažovice sluttar söderut.Runt Blažovice är det tätbefolkat, med 257 invånare per kvadratkilometer. Närmaste större samhälle är Brno, 13,3 km väster om Blažovice. Trakten runt Blažovice består till största delen av jordbruksmark.